# Ilakov Rat
Ilakov Rat (Bulgaars: Илаков рът) is een dorp in Bulgarije. Het is gelegen in de gemeente Elena, oblast  Veliko Tarnovo en telt op 31 december 2018 zo’n 83 inwoners.

## Bevolking
Tussen 1934 en 2018 daalde het bevolkingsaantal van 489 naar 83 personen (-83%). 
| Jaar            | 1934 | 1946 | 1956 | 1965 | 1975 | 1985 | 1992 | 2001 | 2011 | 2018 |
| Aantal inwoners | 489  | 476  | 451  | 373  | 292  | 226  | 178  | 144  | 134  | 83   |

Volgens de volkstelling van 2011 vormen etnische Bulgaren 86,6% van de bevolking (116 van de 134 inwoners).  De overige 18 inwoners zijn etnische  Roma: zij vormen 13,4% van de bevolking. 